# Jenő Brandi
Jenő Brandi (ur. 23 maja 1913 w Budapeszcie, zm. 4 grudnia 1980 tamże) – węgierski piłkarz wodny. Dwukrotny medalista olimpijski.
Startował na dwóch igrzyskach przedzielonych światową (1936 i 1948) i na obu stawał na podium. Na dwóch turniejach rozegrał 8 spotkań i strzelił tyle samo bramek. Dwa razy był mistrzem Europy w (1934 i 1938).